# Mystacina
Mystacina là một chi động vật có vú thuộc họ đơn chi Mystacinidae trong bộ Dơi. Chi này là chi duy nhất còn sinh tồn trong họ của nó và chỉ ghi nhận với 2 loài, trong đó 1 loài được tin là đã tuyệt chủng trong thập niên 1960.

## Phân loại
Chi Mystacina
- Mystacina robusta
- Mystacina tuberculata